# Brno
Brno ( ? i  escolteu-ne la pronunciació en txec) (Brünn en alemany) és la segona ciutat en nombre d'habitants de la República Txeca, amb una població de 388.000 habitants aproximadament. És al sud-est del país, a 40 km d'Àustria i a 60 d'Eslovàquia, a la regió de Moràvia, a l'aiguabarreig dels rius Svitava i Svratka. Hi ha la Vila Tugendhat inscrita en la llista del Patrimoni de la Humanitat de la UNESCO.

## Nom i etimologia
L'etimologia del nom Brno és disputada. Es podria derivar del txec antic brnie, 'fangosa i pantanosa'. Les derivacions alternatives provenen d'un verb eslau brniti ('blindar' o 'fortificar') o d'una llengua cèltica parlada a la zona abans que hi arribessin els pobles germànics i posteriorment els pobles eslaus (aquesta teoria la faria cognat amb altres paraules cèltiques per a turó, com ara la paraula gal·lesa bryn).
Al llarg de la seva història, els habitants de Brno també es van referir a la ciutat en altres idiomes, inclosos Brünn en alemany, ברין (Brin) en jiddisch i Bruna en llatí. La ciutat es coneixia també com a Brunn (/brʌn/) en anglès, però aquest ús no és freqüent avui dia.
L'asteroide 2889 Brno va rebre el nom de la ciutat, així com la metralleta lleugera Bren (acrònim de Brno i Enfield), una de les armes més famoses de la Segona Guerra Mundial.

## Història

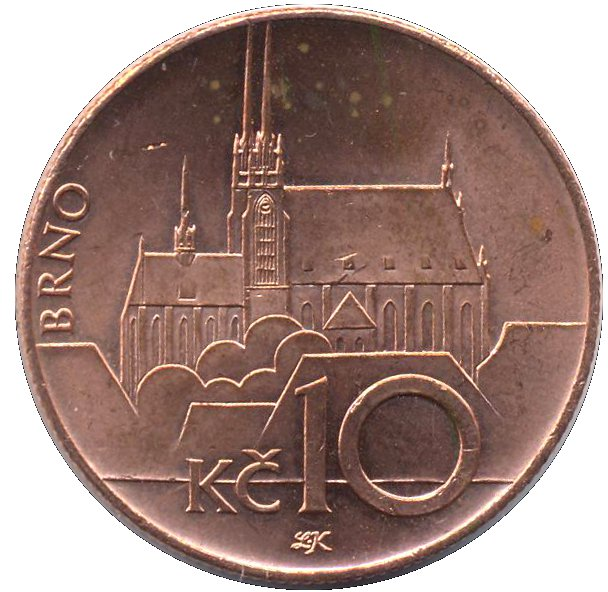
La moneda de 10 CZK (disseny de 1993)

La conca del Brno ha estat habitada des de la prehistòria però el predecessor directe de la ciutat fou un assentament fortificat del Gran Imperi de Moràvia conegut com a Staré Zámky, que va estar habitat des de l'època neolítica fins a principis del segle xi.
A principis del segle xi, Brno es va establir com a castell d'un príncep no governant de la Casa de Přemyslid, i Brno es va convertir en un dels centres de Moràvia juntament amb Olomouc i Znojmo. Brno va ser esmentada per primera vegada a la Crònica Boëmorum de Cosmas datada l'any 1091, quan el rei bohemi Vratislau II va assetjar el seu germà Conrad al castell de Brno.

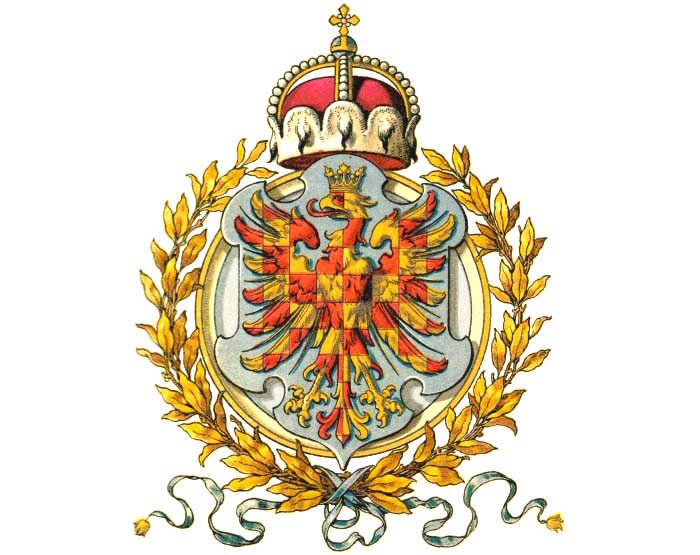
Escut del marcgraviat

A mitjan segle xi, Moràvia es va dividir en tres territoris separats; cadascun tenia el seu propi governant, procedent de la dinastia Přemyslids, però independent dels altres dos, i subordinat només al governador bohemi de Praga. Les seus d'aquests governants i, per tant, les “capitals” d'aquests territoris eren els castells i pobles de Brno, Olomouc i Znojmo. A finals del segle xii, Moràvia es va començar a reunificar, formant el Marcgraviat de Moràvia. A partir d'aleshores i fins a mitjan segle xvii, no estava clar quina ciutat havia de ser la capital de Moràvia. El poder polític estava dividit entre Brno i Olomouc, però Znojmo també va tenir un paper important. La dieta de Moràvia (Moravský Zemský sněm), les taules de terres de Moràvia (Moravské Zemské desky) i la cort de terres de Moràvia (Moravský Zemský soud) eren totes assentades a les dues ciutats alhora. No obstant això, Brno va ser la seu oficial dels marcgravis moravians (governants de Moràvia), i posteriorment també va esdevenir important la seva posició geogràfica més propera a Viena. Altrament, fins al 1642 Olomouc tenia una població més gran que Brno, i fou la seu de l'única diòcesi catòlica romana de Moràvia.

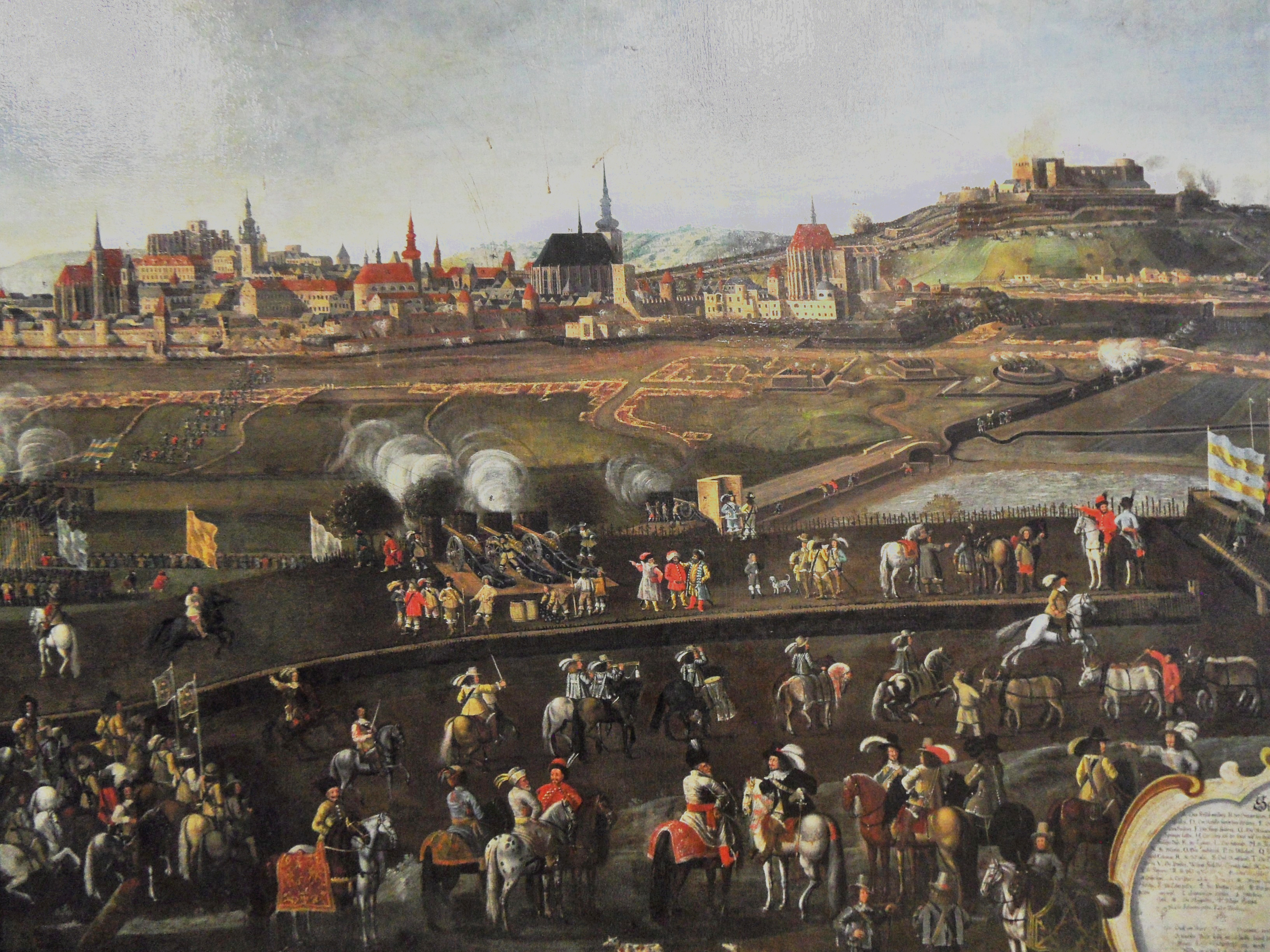
Setge suec sense èxit el 1645

El 1324 la reina Elisabet Riquilda de Polònia va fundar l'actual basílica de l'Assumpció de la Mare de Déu, que actualment és el seu lloc de descans final. Al segle xiv, Brno es va convertir en un dels centres de les assemblees regionals de Moràvia, reunions que es van alternar entre Brno i Olomouc. Aquestes assemblees van prendre decisions polítiques, legals i financeres. Brno i Olomouc van ser també les seus de la Cort del país i les Taules de Terres de Moràvia, per la qual cosa van ser les dues ciutats més importants de Moràvia. Des de mitjan segle xiv fins a principis del segle xv, el castell de Špilberk havia servit com a seu permanent dels marcgravis de Moràvia (governants moravians); un d'ells va ser elegit rei dels Romans. Brno fou assetjada el 1428 i de nou el 1430 pels hussites durant les guerres hussites. Els dos intents de conquesta de la ciutat van fracassar.

### Seglexvii

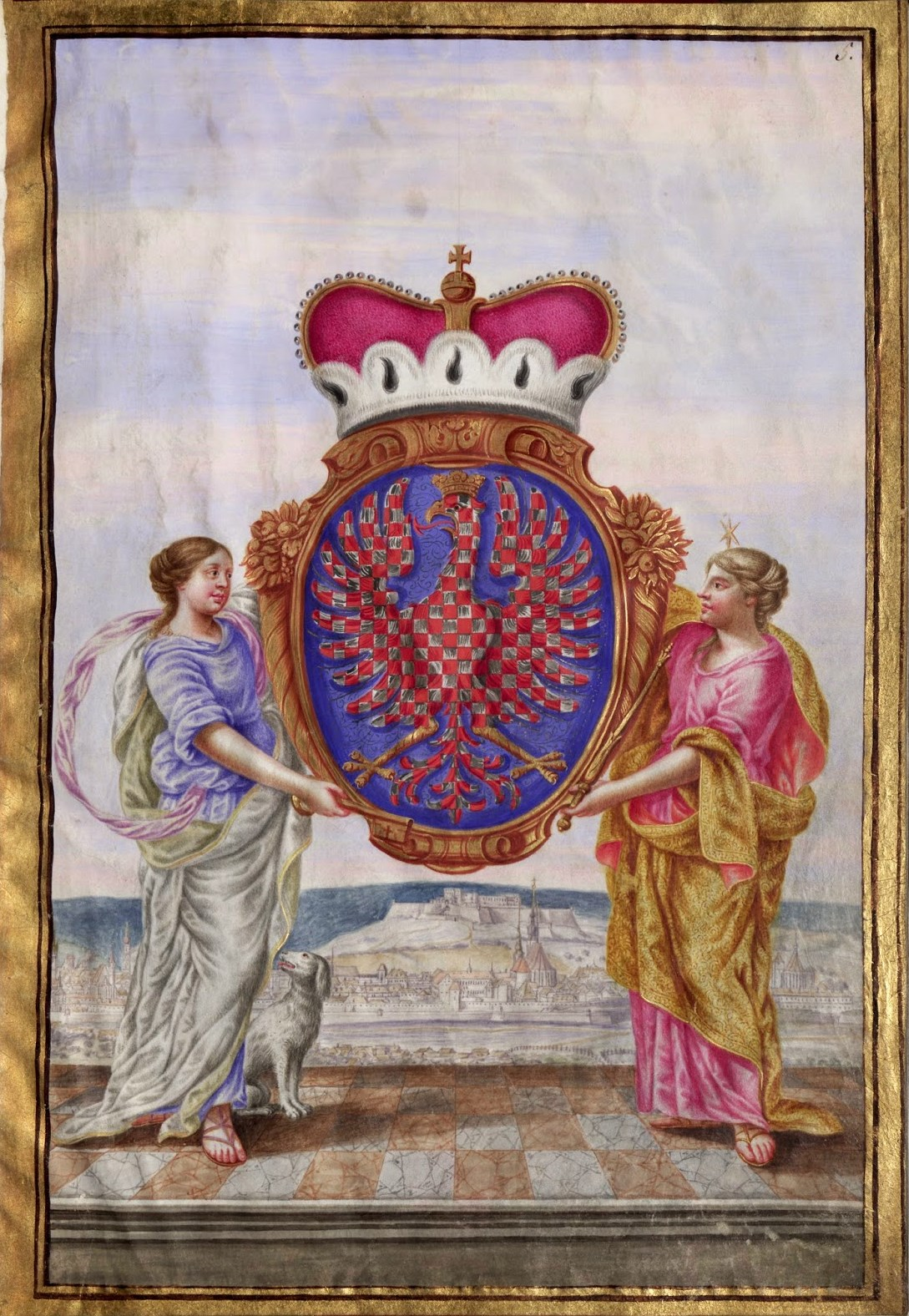
Escut dels margraviats de Moràvia al Llibre de l'estat dels senyors amb el quadre de Brno (1670)

El 1641, en plena Guerra dels Trenta Anys, el Sant emperador romà i el marcgravi de Moràvia Ferran III van ordenar la reubicació permanent del parlament, dels tribunals i de les taules del poís d'Olomouc a Brno, ja que el Collegium Nordicum d'Olomouc el va fer un dels objectius principals dels exèrcits suecs. El 1642 Olomouc es va rendir a l'exèrcit suec, que després hi va romandre durant 8 anys. Mentrestant, Brno fou l'única ciutat moraviana que sota el lideratge de Jean-Louis Raduit de Souches va aconseguir defensar-se dels suecs sota el general Lennart Torstenson, va exercir com a única capital de l'estat (Marcgraviat de Moràvia). Després de la fi de la Guerra dels Trenta Anys (1648), Brno va conservar la seva condició de capital única. Això fou confirmat posteriorment pel Sant emperador Romà Josep II el 1782, i de nou el 1849 per la constitució moravia.  Avui, les taules del país de Moràvia es troben emmagatzemades a l'Arxiu Regional de Moràvia i s'inclouen dins dels llocs culturals nacionals de la República Txeca.

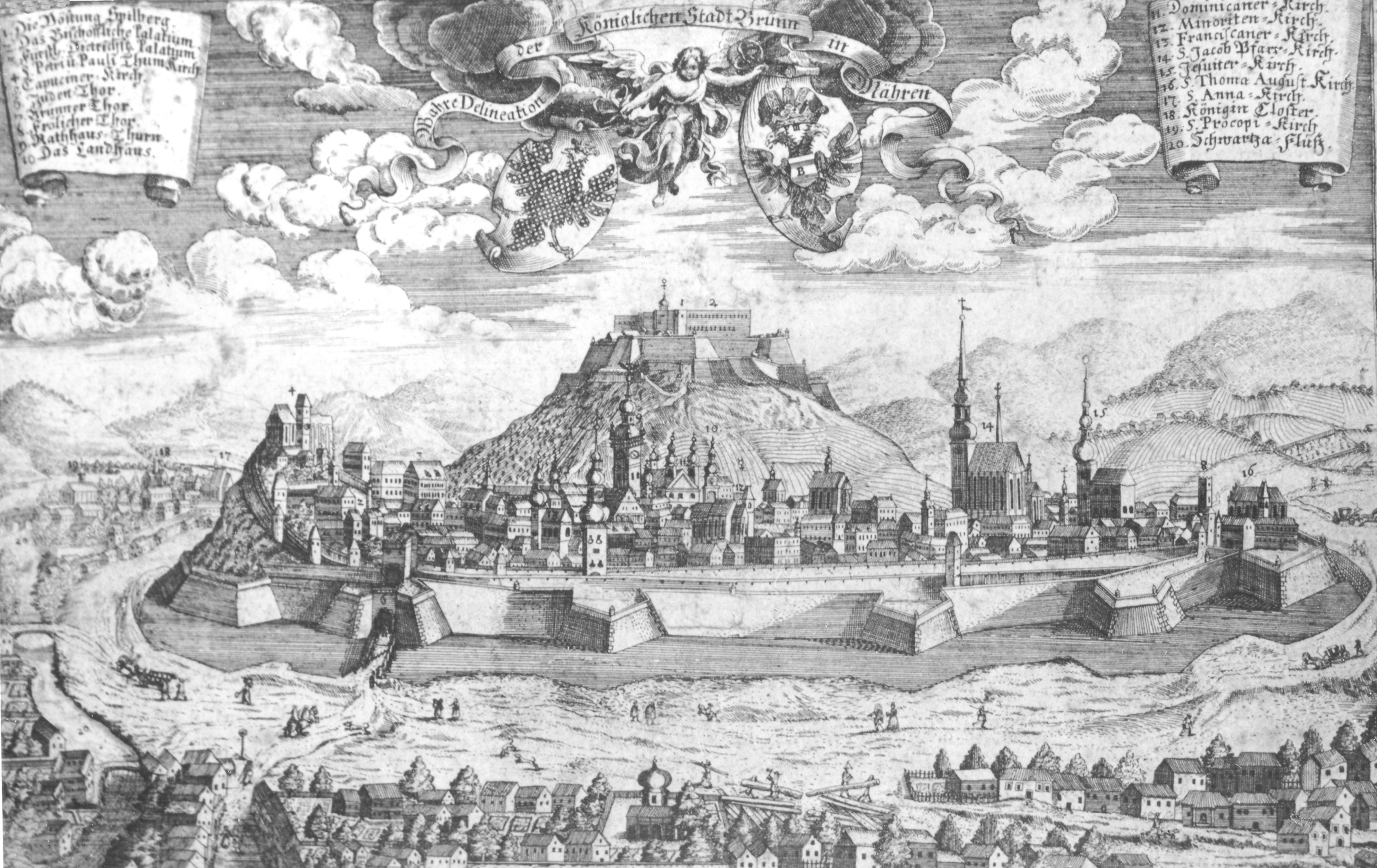
Brno c. 1700

Durant el segle xvii es va reconstruir el castell de Špilberk com una enorme ciutadella barroca. Brno fou assetjada pels prussians el 1742 sota el lideratge de Frederic el Gran, però el setge finalment no va tenir èxit. El 1777 es va establir el bisbat de Brno; Mathias Franz Graf von Chorinsky Freiherr von Ledske va ser el primer bisbe.

### Seglexix
El desembre de 1805, la batalla d'Austerlitz es va combatre a prop de la ciutat; la batalla també es coneix com la "Batalla dels Tres Emperadors". El mateix Brno no va estar implicat en la batalla, però l'emperador francès Napoleó Bonaparte hi va passar diverses nits en aquell moment i de nou el 1809.
El 1839 el primer tren va arribar a Brno des de Viena; aquest va ser l'inici del transport ferroviari en el qual ara és la República Txeca. Els anys 1859-1864 les fortificacions de la ciutat foren gairebé completament eliminades. El 1869 va començar a funcionar un servei de remolc de cavalls a Brno; va ser el primer servei de tramvia al que es convertiria més tard en República Txeca.
Gregor Mendel va realitzar els seus experiments innovadors en genètica mentre era monjo a l'Abadia de Sant Tomàs de Brno a la dècada de 1850.

### Segle XX i Gran Brno

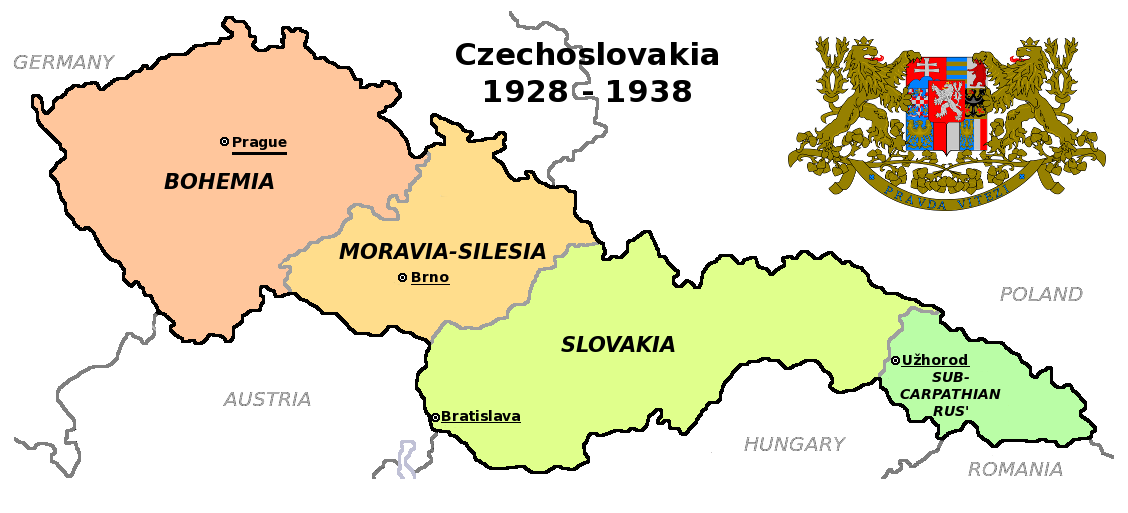
Territoris i les seves capitals (subratllades) de la Primera República de Txecoslovàquia

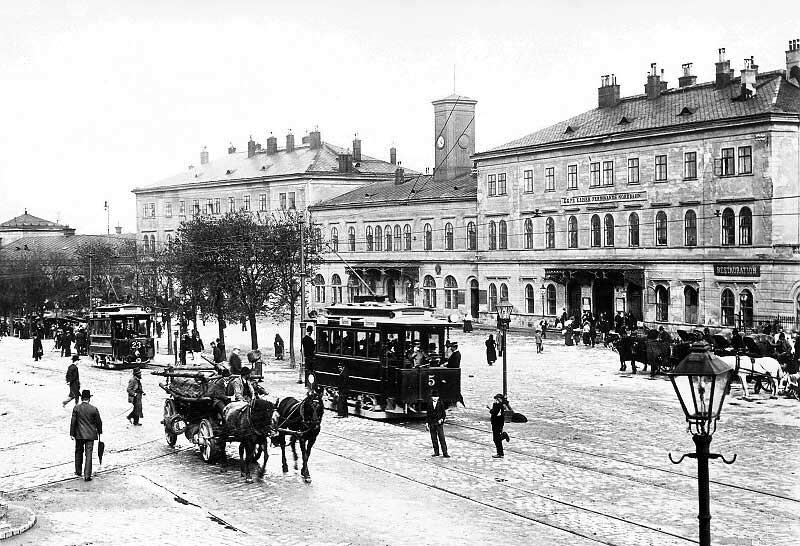
Estació de ferrocarril principal el 1901.

Al voltant del 1900 Brno, que fins al 1918 constava només en termes administratius de la zona central de la ciutat, tenia una població predominantment de parla alemanya (63%), a diferència dels suburbis, que eren predominantment de parla txec. La vida a Brünn / Brno era per tant bilingüe, i el que es va anomenar en alemany "Brünnerisch" era un idioma barrejat que contenia elements d'ambdues llengües.
El 1919, després de la Primera Guerra Mundial, dues poblacions veïnes, Královo Pole i Husovice, i altres 21 municipis van ser annexionats a Brno, creant el Gran Brno (Velké Brno). Això es va fer per diluir la majoria de parla alemanya de prop de 55.000 mitjançant l'addició de les comunitats eslaves del barri de la ciutat. Al grup alemany de parla alemanya s'hi incloïa gairebé tots els 12.000 habitants jueus, incloses diverses de les personalitats més conegudes de la ciutat, que van contribuir substancialment a la vida cultural de la ciutat.
El 1921 Brno va esdevenir la capital del país de Moràvia (en txec: země Moravská); abans d'això era la capital del Margraviat de Moràvia. Set anys després, Brno es va convertir en la capital del país de Moràvia-Silèsia (en txec: země Moravskoslezská).
El 1930, 200.000 habitants es van declarar txecs i uns 52.000 de nacionalitat alemanya, inclosos en tots dos casos els ciutadans jueus.
Durant l'ocupació alemanya de les terres txeques entre 1939 i 1945, totes les universitats txeques, incloses les de Brno, van ser tancades pels nazis. La Facultat de Dret es va convertir en la seu de la Gestapo i la sala de residència de la universitat va ser utilitzada com a presó. Prop de 35.000 txecs i alguns presos de guerra nord-americans i britànics hi van ser empresonats i torturats; uns 800 civils van ser executats o van morir. Les execucions eren públiques.
Entre 1941 i 1942, els transports des de Brno van deportar 10.081 jueus al camp de concentració de Theresienstadt (Terezín). Almenys 960 persones, la majoria de raça mixta, van seguir el 1943 i el 1944. Després de Terezín, molts d'ells van ser enviats al camp de concentració d'Auschwitz, Minsk Ghetto, Rejowiec i altres guetos i camps de concentració. Tot i que Terezín no era un camp d'extermini, hi van morir 995 persones transportades des de Brno. Després de la guerra només van tornar 1.033 persones.
Les instal·lacions industrials com la fàbrica d'armes Československá zbrojovka i la fàbrica de motors d'avions Zweigwerk (després de la guerra es van convertir en la filial de Zbrojovka Zetor) i el centre de la ciutat van ser objectius de diverses campanyes de bombardejos aliats entre 1944 i 1945. Els atacs aeris i posterior incendi d'artilleria van matar unes 1.200 persones i van destruir 1.278 edificis. Després de l'ocupació de l'exèrcit vermell de la ciutat el 26 d'abril de 1945 i el final de la guerra, els residents ètnics alemanys van ser expulsats forçosament. En l'anomenada marxa de la mort de Brno, a partir del 31 de maig de 1945, uns 27.000 habitants alemanys de Brno van marxar 40 km a la frontera austríaca. Segons testimonis recollits per fonts alemanyes, uns 5.200 van morir durant la marxa. Les estimacions posteriors de fonts txeques van situar el nombre de morts en uns 1.700, amb la majoria de morts per una epidèmia de shigel·losi.
Al començament de l' època comunista a Txecoslovàquia, el 1948, el govern va abolir l'autonomia de Moràvia i Brno va deixar de ser la capital de Moràvia. Des de llavors, Moràvia ha estat dividida en regions administratives i Brno és el centre administratiu de la regió de Moràvia Meridional.

## Geografia

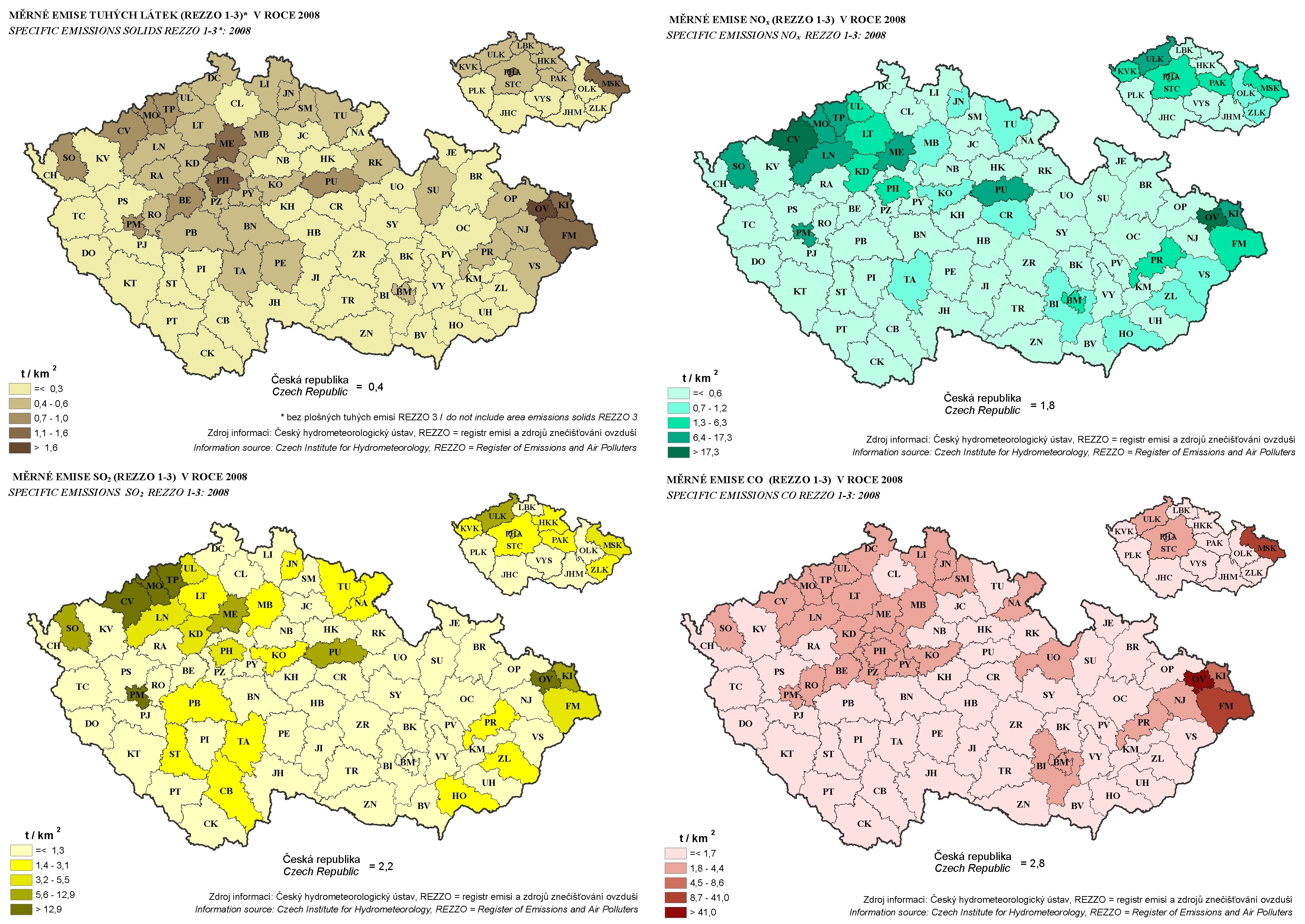
La qualitat de l'aire a la República Txeca el 2008, Brno se situa entre les ciutats més netes.

Brno es troba al sud-est de la República Txeca, a la confluència dels rius Svitava i Svratka i també hi ha diversos rierols que la travessen, inclosos els Veverka, Ponávka i Říčka. El riu Svratka flueix per la ciutat durant uns 29 km, el riu Svitava talla uns 13 km de camí per la ciutat. L'amplada de Brno és de 215 km mesurada d'est a oest i la seva superfície total és 230 km². Dins els límits de la ciutat es troben l'embassament de Brno, diversos estanys i altres masses d'aigua, com per exemple els embassaments a la vall de la Marian o l'estany de Žebětín. Brno està envoltat de turons boscosos a tres vessants; unes 6.379 ha. de la superfície de la ciutat és forestal, és a dir, el 28%. Per la seva ubicació entre les terres altes de Bohèmia i Moràvia i les terres baixes de Moràvia Meridional (Dyje-Svratka Vale), Brno té un clima moderat. En comparació amb altres ciutats del país, Brno té una molt bona qualitat de l'aire, que es garanteix amb una bona circulació natural de l'aire; mai no s'han registrat tempestes severes ni desastres naturals similars a la ciutat.

### Demografia
Brno és l'antiga capital de Moràvia i el nucli polític i cultural de la regió de Moràvia Meridional. La ciutat té més de 400.000 habitants. La seva aglomeració urbana té uns 450.000 habitants, mentre que la seva àrea metropolitana és més gran i acull més de 800.000 persones. La població estimada de la Regió de Moràvia del Sud és d'1,2 milions. Segons l'estimació de la població d'Eurostat, Brno tenia 367.729 habitants, que la situa entre les 100 ciutats més grans de la UE. Brno està situat a la cruïlla d'antigues rutes comercials que s'han unit a les civilitzacions del nord i del sud d'Europa durant segles i forma part de la regió de la conca del Danubi. La ciutat està històricament relacionada amb Viena, que només queda a 110 km al sud.

## Fills il·lustres
- Armin Berg (1883-1956), escriptor, pianista, compositor i actor.
- Nikolai Brashman (1796-1866), matemàtic.
- Carl Debrois-van Bruyck (1828-1902), crític musical i músic.
- Otto Findeisen (1828-1905), director d'orquestra i compositor.
- Kurt Gödel (1906-1978), matemàtic.
- Milan Kundera (1929), escriptor.
- Max Maretzek (1821-1897), compositor musical i empresari teatral.
- Franz Xaver Neruda (1843-1915), violoncel·lista i compositor musical.
- Felix Petyrek (1892-1951), compositor i pianista.
- Marek Pivovar (1964 – 2021), escriptor, dramaturg i director radiofònic.
- Jindrich Rohan (1919-1978), director d'orquestra.
- Joseph Strauss (1793-1866), violinista i compositor musical.
- Bruno Weigl (1881-1938), compositor musical.

## Galeria

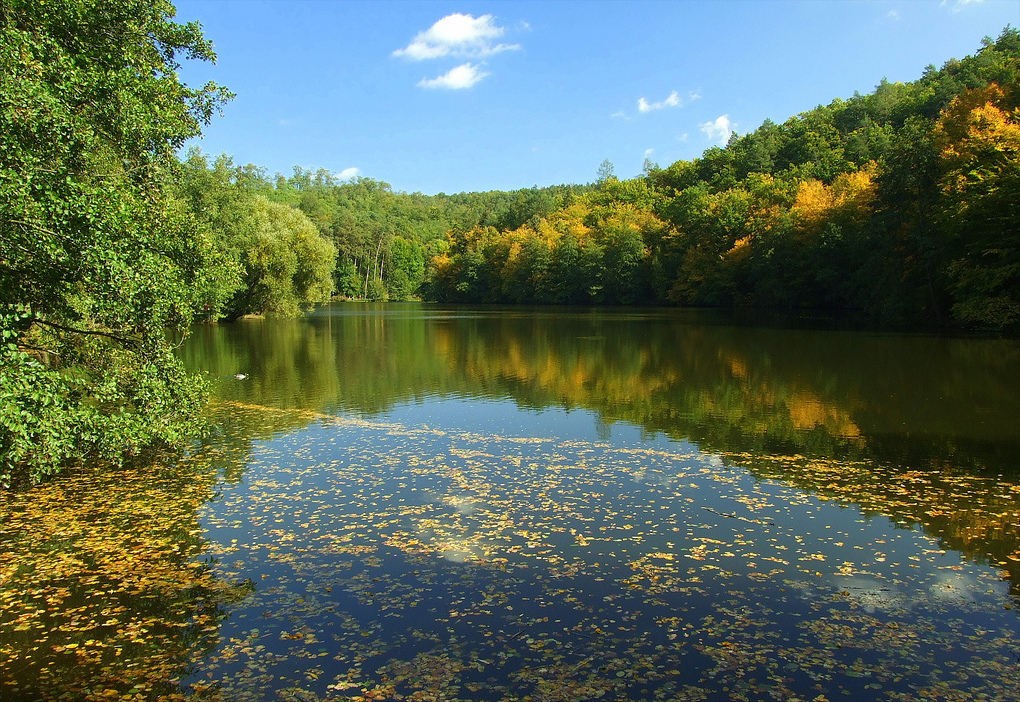
La vall de Marian a Líšeň
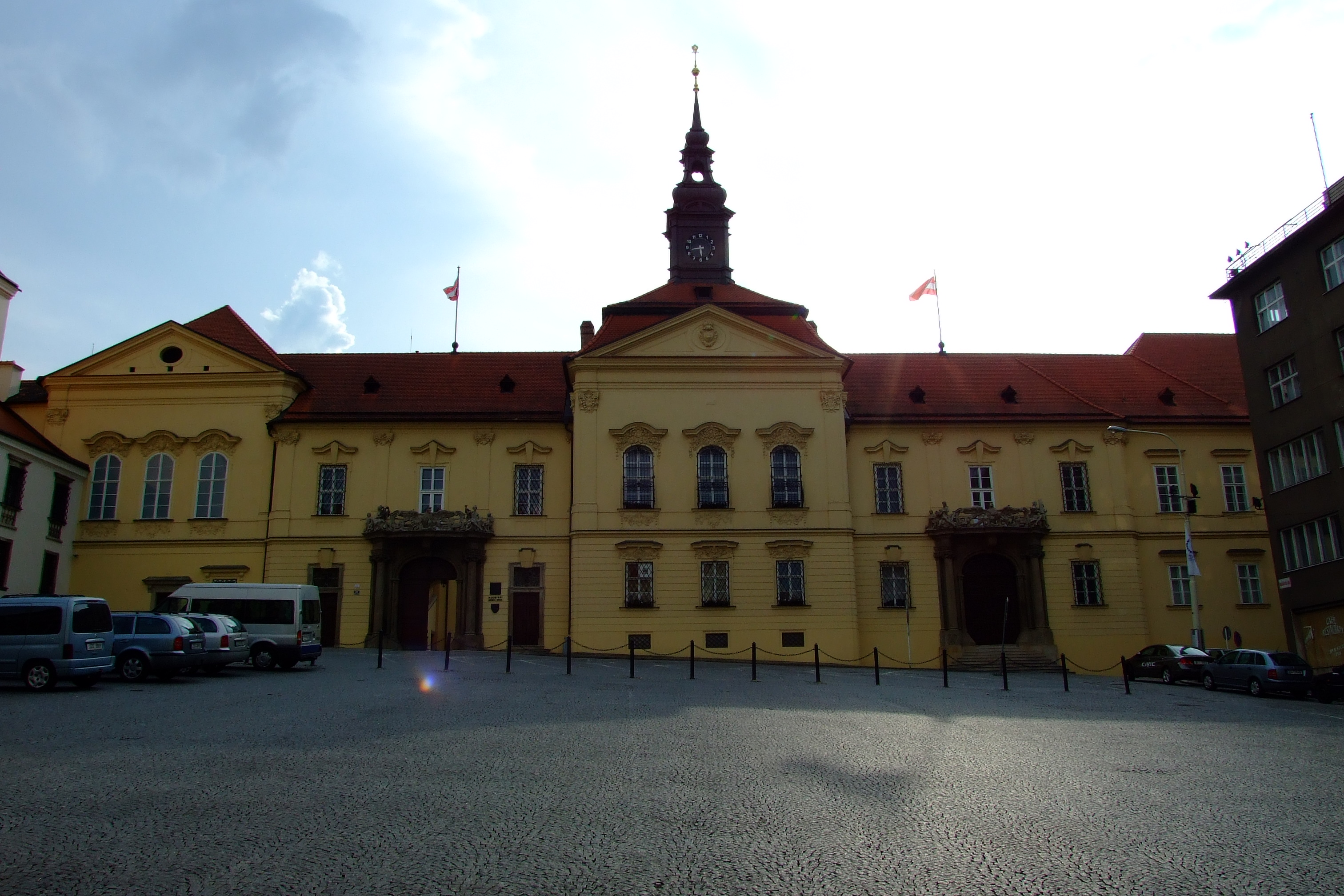
Ajuntament
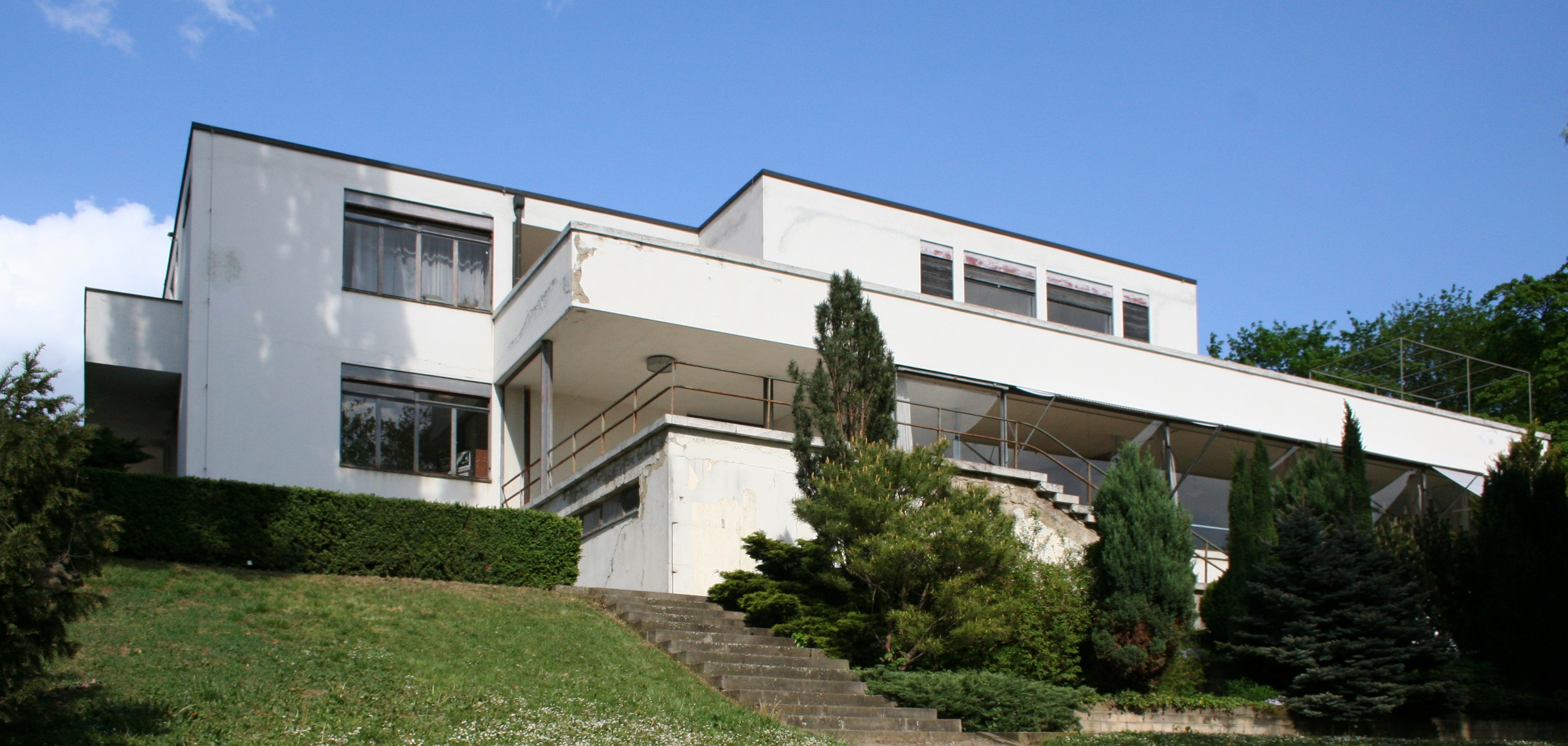
Vil·la Tugendhat
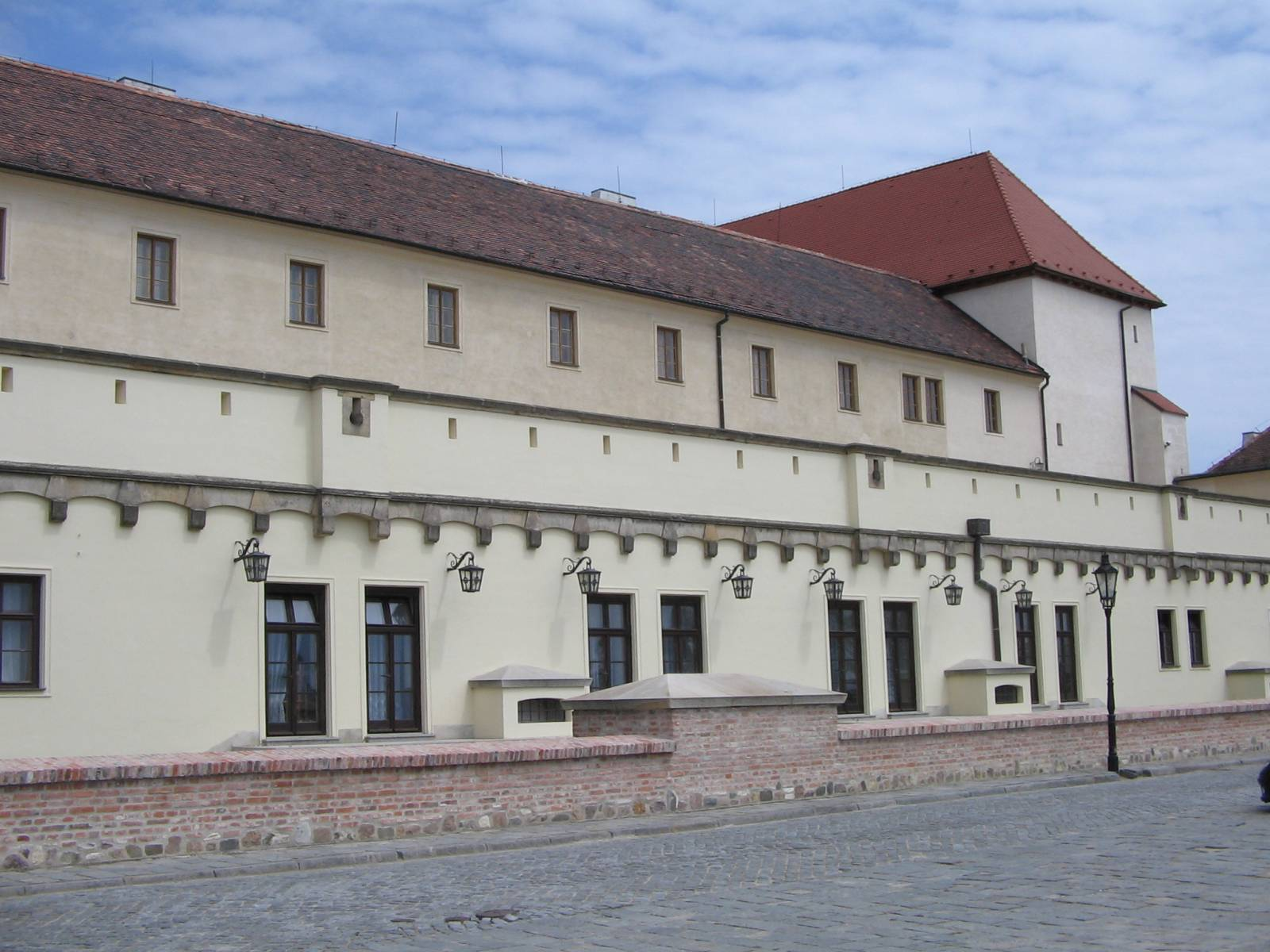
Vista de la fortalesa de Špilberk
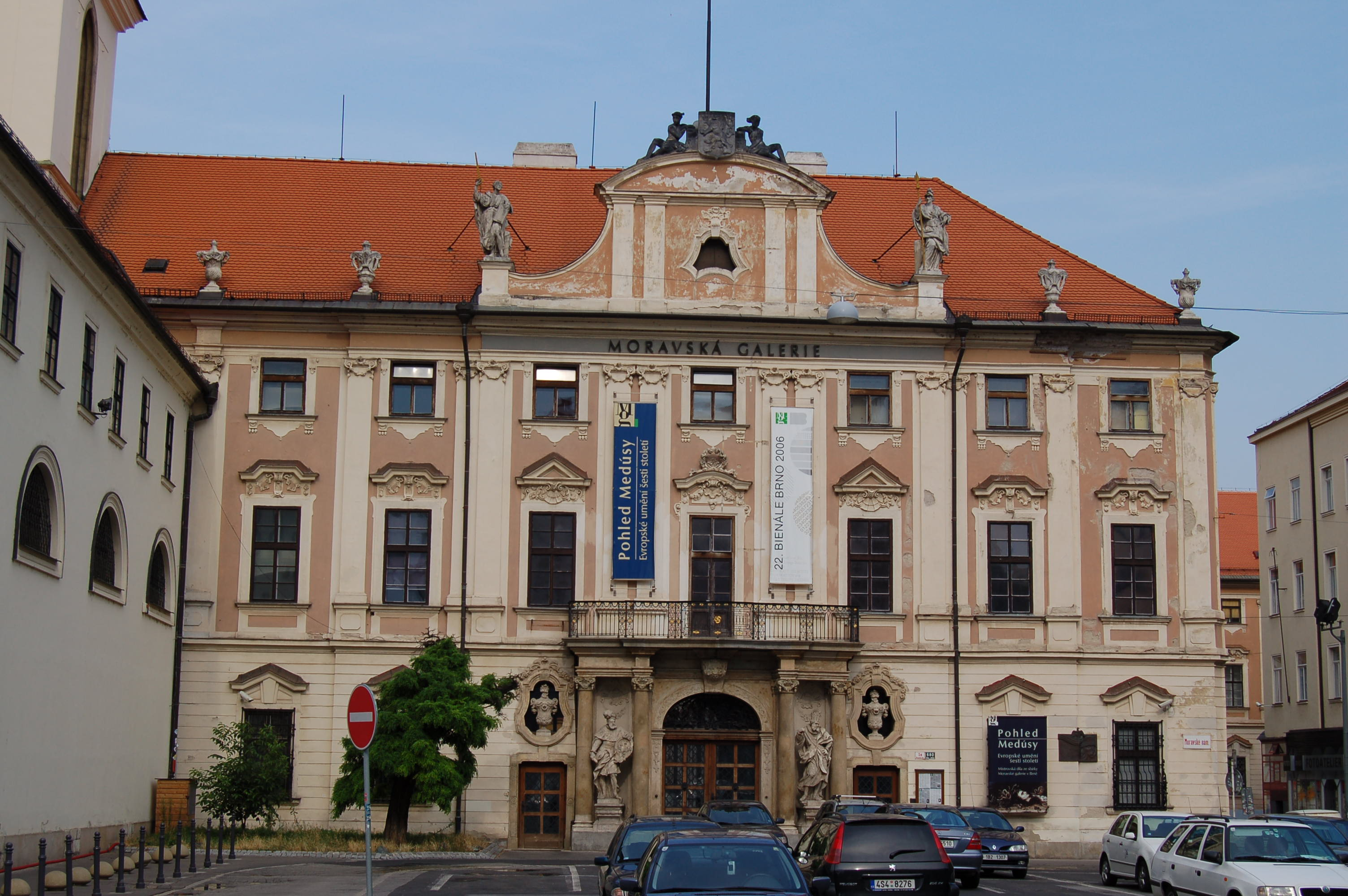
Palau del Governador, una de les seus de la Galeria Morava
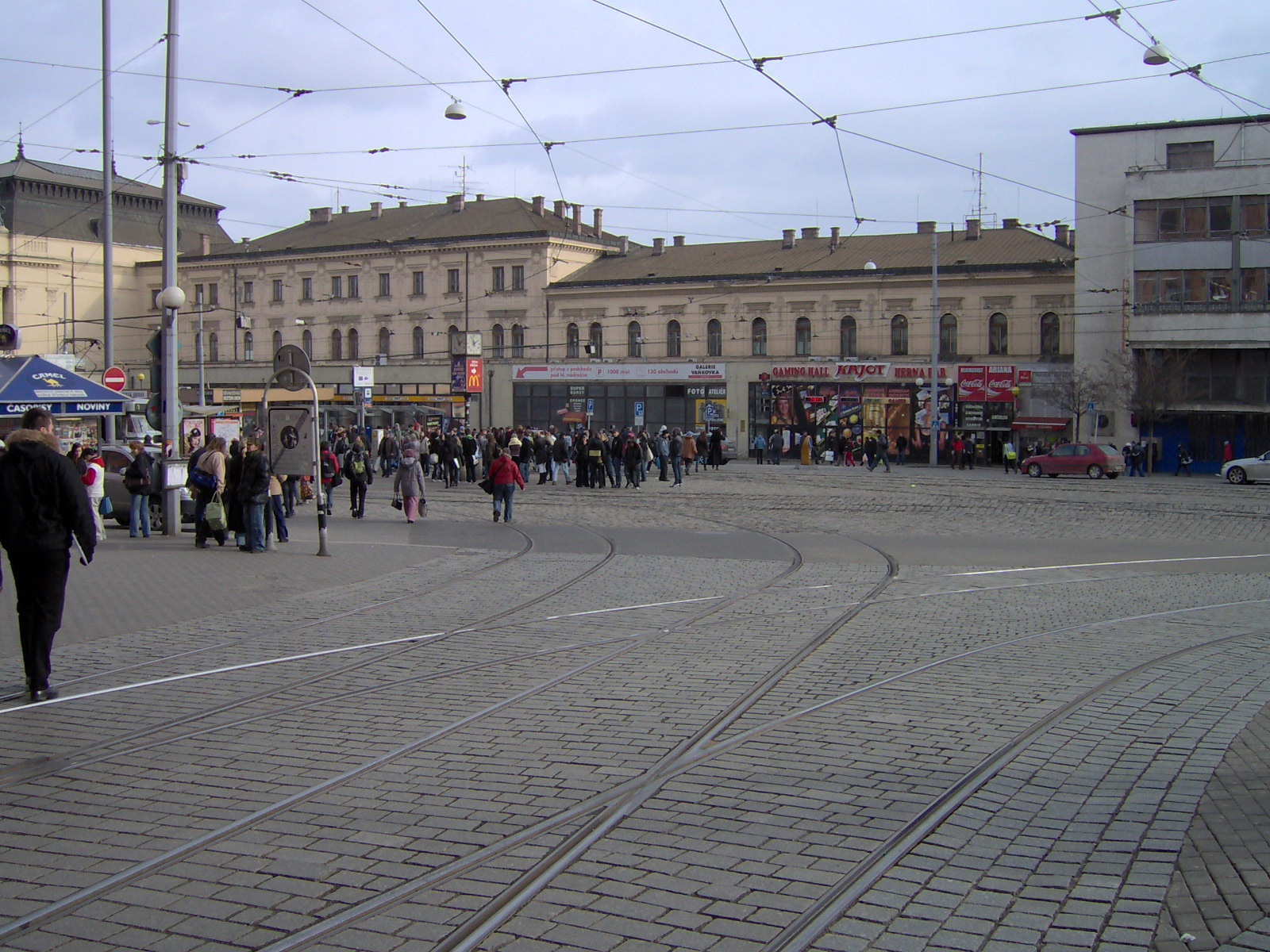
Masarykově a Nádražní ulici.